# Вонґліковиці
Вонґліковиці (пол. Wąglikowice) — село в Польщі, у гміні Косьцежина Косьцерського повіту Поморського воєводства.
Населення — 515 осіб (2011).
У 1975—1998 роках село належало до Гданського воєводства.

## Демографія
Демографічна структура станом на 31 березня 2011 року:
|          | Загалом | Допрацездатний вік | Працездатний вік | Постпрацездатний вік |
| -------- | ------- | ------------------ | ---------------- | -------------------- |
| Чоловіки | 260     | 69                 | 171              | 20                   |
| Жінки    | 255     | 72                 | 145              | 38                   |
| Разом    | 515     | 141                | 316              | 58                   |